# Glycerinformal
Glycerinformal ist eine chemische Verbindung, die bei Raumtemperatur flüssig ist. Sie besteht aus einer 60:40-Mischung aus 5-Hydroxy-1,3-dioxan und 4-Hydroxymethyl-1,3-dioxolan. Es wird als Synthesebaustein oder als Lösungsmittel auf biogener Basis genutzt.

## Herstellung
Glycerinformal wird synthetisch aus Glycerin und Formaldehyd gewonnen.

## Chemische Eigenschaften
Glycerinformal besteht aus einer Mischung aus 5-Hydroxy-1,3-dioxan und 4-Hydroxymethyl-1,3-dioxolan, welche zueinander in einem Gleichgewicht stehen. Die Gleichgewichtseinstellung zwischen den Isomeren findet über die offenkettige Form des Halbacetals statt und ist vergleichbar mit der Mutarotation der Kohlenhydrate.
Das Isomer 4-Hydroxymethyl-1,3-dioxolan besitzt ein Chiralitätszentrum und tritt daher als Enantiomerenpaar auf.

## Verwendung
Es wird als Synthesebaustein in der chemischen und pharmazeutischen Industrie verwendet. Des Weiteren gilt es als ein biogenes Lösungsmittel in der sogenannten Grünen Chemie.